# Municipio de Straight Creek
El municipio de Straight Creek (en inglés: Straight Creek Township) es un municipio ubicado en el condado de Jackson en el estado estadounidense de Kansas. En el año 2010 tenía una población de 185 habitantes y una densidad poblacional de 1,95 personas por km².

## Geografía
El municipio de Straight Creek se encuentra ubicado en las coordenadas 39°31′24″N 95°37′40″O / 39.52333, -95.62778. Según la Oficina del Censo de los Estados Unidos, el municipio tiene una superficie total de 95.09 km², de la cual 94,91 km² corresponden a tierra firme y (0,2 %) 0,19 km² es agua.

## Demografía
Según el censo de 2010, había 185 personas residiendo en el municipio de Straight Creek. La densidad de población era de 1,95 hab./km². De los 185 habitantes, el municipio de Straight Creek estaba compuesto por el 97,84 % blancos, el 0,54 % eran amerindios y el 1,62 % eran de una mezcla de razas. Del total de la población el 0 % eran hispanos o latinos de cualquier raza.